# Amigos son los amigos
Amigos son los amigos fue una serie de televisión argentina de género comedia dramática que se emitió entre 1990 y 1992 en la pantalla de Telefe y finalizó en 1993 por la pantalla de Canal 9 Libertad. Protagonizada por Carlos Calvo y Pablo Rago. También, contó con las actuaciones especiales de Cris Morena y el primer actor Enzo Viena. Y las participaciones de Katja Alemann, Mabel Landó, Menchu Quesada, Gabriel Laborde y Jorge Paccini como actores invitados. La serie fue un éxito y marcó hasta 53 puntos de índice de audiencia en horario central.

## Argumento
Carlín Cantoni (Carlos Calvo) es un fletero de treinta y siete años que vive solo en un departamento que le había alquilado de palabra una amiga llamada Luciana para que él viva por poco tiempo. Un día, mientras intentaba intimar con una mujer, sale del baño Pablo Pintos (Pablo Rago), un adolescente semidesnudo. Ese chico de 18 años, era el hijo de su amiga Luciana quien se terminaría instalando en su casa y compartiendo techo como amigos. De allí nace una amistad que traspasó la diferencia de edad entre ellos, para resolver problemas de la vida diaria, conquistar chicas y trabajar juntos. La primera novia oficial de Carlín fue Cris (Cris Morena) con la que estuvo a punto de casarse. Luego aparece en su vida Carolina (Katja Alemann) con la que formaría su familia. En el caso de Pablo, tuvo más novias formales, Margarita, la primera, y la última, Valeria.

## Elenco y Personajes
- Carlos Calvo como Carlos "Carlin" Cantoni
- Pablo Rago como Pablo Pintos
- Enzo Viena como Guido Cantoni
- Mabel Landó como Elvira de Cantoni
- Menchu Quesada como Nona
- Cris Morena como Cristina "Cris"
- Katja Alemann como Carolina Villazan
- Gigí Ruá como Marcela
- Manuel Callau como Rolando
- Fabio Aste
- Gilda Lousek
- Marita Ballesteros como Luciana
- María Noel como Laura
- Marcelo Alfaro como Cacho Fernández
- Alberto Fernández de Rosa como Santiago
- Edda Bustamante como Marcela
- Jean Pierre Noher como Ezequiel
- Julieta Ortega como Alejandra
- María Carámbula como Barullo
- Patricia Castell como Aurora
- René Bertrand como Gaspar
- Santiago Pedrero como Matías
- Antonio Caride como Padre de Matías
- Humberto Serrano como Padre de Pablo
- Claudio Rissi como Claudio
- Chichilo Viale como El Gato
- Luz Kerz como Cata
- Max Berliner como Roque
- Héctor Calori como Rolando
- Emilio Comte como Cardenas
- Cristina Allende como Yolanda
- Juan Carlos Puppo como Aldo
- Millie Stegman como Alicia
- Gabriel Poli Laborde como Mariano "Manija"
- Jorge Paccini como Roberto "Paco"
- Marta López Pardo como  Mirta Cantoni
- María Pia como Valeria
- Miguel De Luna Campos como Luis
- Jorge Sassi como Hugo "Huguito"
- César Bertrand como José Borda
- Florencia Peña como Yanina
- Viviana Saccone como Magalí
- Mónica Galán como Antonia
- Cacho Espíndola como Antonino
- Marcelo Piraino como Walter
- Miguel Ángel Paludi como Alfredo
- Horacio O'Connor como Don Paz
- Marixa Balli como Dorys
- Victoria Onetto como Carla
- Silvina Luján Rodríguez Abdala como Mirella
- Carolina Fernández Balbis como Soledad
- Roberto Carnaghi
- Ximena Fassi
- Lelio Lesser
- Osvaldo Tesser
- Matias Santoianni como Maxi
- Paola Krum
- Tito Mendoza
- Sergio Denis

## Música
Uno de los atractivos de Amigos son los amigos era la musicalización, que incluía éxitos del momento y clásicos del pop y del rock, algo no muy frecuente hasta entonces. Por otro lado, la cortina original del programa era la canción "Friends Will Be Friends", de Queen, a la cual luego se sumó, en una repetición que Telefe hizo a principios de 1993 (año en que el programa pasó a Canal 9), el tema "Amigos", interpretado por Enanitos Verdes y Alejandro Lerner.
La casa discográfica EMI, propietaria en esos años de los derechos de las canciones de Queen, edita en 1991 un compilado en LP y CD incluyendo la canción principal del programa más otras canciones del catálogo del sello discográfico que aparecen finalmente en la telecomedia. En su arte de tapa, la única referencia que tiene con "Amigos son los amigos" es en su nombre y en la canción de Queen, ya que no aparecen los protagonistas del envío televisivo en él.

### Algunas canciones que sonaban en las primeras 3 temporadas
- "Lost in You" de Rod Stewart.
- "You're Sixteen" Ringo Starr.
- "Wound in my Heart" de Propaganda.
- "Ayer nomás" de Los Gatos.
- "Just a Gigoló" de David Lee Roth.
- "Dressed for Success" de Roxette.
- "Union of the Snake" de Duran Duran.
- "Let's Twist Again" de Chubby Checker.
- "Best Kept Secret" de China Crisis.
- "Cómo estás después de tanto tiempo?" de Sergio Denis.
- "Things Can Only Get Better" de Howard Jones.
- "Last Train to London" de ELO.
- "Sun Street" de Katrina & the Waves.
- "Footloose" de Kenny Loggins.
- "Suicide Blonde" de INXS.
- "Typical Male" de Tina Turner.
- "You'll Never Stop Me Loving You" de Sonia.
- "Repetition" de Information Society.
- "Do You Remember" de Phil Collins.
- "Gimme Hope Jo'anna" de Eddy Grant.
- "New Sensation" de INXS.
- "Beds are burning" de Midnight Oil.